# گرشوم کاکس
گرشوم کاکس (انگلیسی: Gershom Cox; Quarter 4 1863 – Quarter 4 1918 (aged 54)) بازیکن فوتبال اهل بریتانیا بود.
از باشگاه‌هایی که در آن بازی کرده‌است می‌توان به باشگاه فوتبال والسال و باشگاه فوتبال استون ویلا اشاره کرد.